# 御座付き
御座付き（おざつき）は、芸妓が宴席に招き呼ばれて最初に三味線を弾いて歌をうたうこと。また、その歌。
その曲目は、新春ならばめでたいもの、夏ならば涼しいものなど、季節に応じたものを選ぶ。時には、他の唄の一節を抜き出して弾くこともある。
長唄「浅妻船」の中の「仇し仇浪」から「枕かはして辛気でならぬえ」まで、あるいは一中節「江の島貝尽し」の中の「逢見貝との返り言」から「ほんに辛気らし」までを弾いた時は、この座敷は虫の好かないいやな座敷であるということである。